# لاپین (آلاباما)
لاپین (به انگلیسی: Lapine) یک منطقهٔ مسکونی در ایالات متحده آمریکا است که در آلاباما واقع شده‌است. لاپین ۱۳۰٫۱۵ متر بالاتر از سطح دریا واقع شده‌است.